# Senador Georgino Avelino
Senador Georgino Avelino este un oraș în Rio Grande do Norte (RN), Brazilia.